# Guerouaou
Guerouaou (în arabă قرواو) este o comună din provincia Blida, Algeria.
Populația comunei este de 17.297 de locuitori (2008).